# Фанер на Париент
Фанер на Париент (Phaner parienti) е вид бозайник от семейство Лемури джуджета (Cheirogaleidae). Видът е застрашен от изчезване.

## Разпространение
Разпространен е в Мадагаскар.